# Comté de Lac qui Parle
Pour les articles homonymes, voir Lac qui parle (homonymie).
Le comté de Lac qui Parle (en anglais Lac qui Parle County, prononcé [læk kiː ˈpɑːrl]) est situé dans l'État américain du Minnesota. Il comptait 7 259 habitants en l'an 2000. 
Le siège du comté est Madison. 

## Toponymie
Le nom français du comté témoigne de la présence française entre la période du XVIIe siècle et la vente de la Louisiane française au début du XIXe siècle. Il traduit, en langue française, l'appellation d'un lac ainsi nommé, en langue lakota, par les Amérindiens Sioux. Ce territoire fut parcouru par les trappeurs et les coureurs des bois français et canadiens-français. L'explorateur français Cavelier de La Salle explora la région du Mississippi. D'autres après lui se succéderont dans l'exploration de la région, notamment Daniel Greysolon, sieur Du Lhut. Enfin le géographe et cartographe français Joseph Nicollet arpentera également cette région septentrionale de la Louisiane française.

## Données géographiques
D'après le Bureau du recensement des États-Unis, le comté a une superficie totale de 2 015 km2, dont 1 981 km2 de terre et 34 km2 d'étendue pour les nombreux lacs. La frontière nord du comté est délimitée par la rivière Minnesota. Deux de ses affluents, la rivière du "Lac qui Parle" et celle du Yellow Bank River, sont inclus dans le comté.

## Villes et cantons

### Villes
- Bellingham
- Boyd
- Dawson
- Louisburg
- Madison
- Marietta
- Nassau

### Cantons
- Agassiz
- Arena
- Augusta
- Baxter
- Camp Release
- Cerro Gordo
- Freeland
- Garfield
- Hamlin
- Hantho
- Lac qui Parle
- Lake Shore
- Madison
- Manfred
- Maxwell
- Mehurin
- Perry
- Providence
- Riverside
- Ten Mile Lake
- Walter
- Yellow Bank

## Voir également
- Comtés de l'État du Minnesota
- Listes des comtés des États-Unis
- Le lac : "Lac qui parle"
- Parc d'État de Lac Qui Parle